# Abhimanyu Puranik
Abhimanyu Puranik, in hindī अभिमन्यु पुराणिक (Mumbai, 11 febbraio 2000), è uno scacchista indiano.
Ha ottenuto il titolo di Maestro Internazionale nel 2015 e di Grande Maestro nel 2017.

## Principali risultati
Nel 2016 e 2018 realizzò 5,5/9 nel festival dell'Isola di Man. Nel 2018 ottenne il secondo posto nel campionato del mondo juniores, dietro a Parham Maghsoodloo.
In gennaio 2019 fu =1-°3° nell'open internazionale di Mumbai (3° per spareggio tecnico). In luglio 2019 si è classificato secondo nell'open di Bienne.
Nel 2021 ha vinto l'oro di squadra a Pune nel campionato asiatico juniores a squadre . Nello stesso anno ha vinto il torneo rapid dell'Università tecnica di Riga.
Nel marzo 2024 vince il Torneo open di Cappelle-la-Grande con 7,5/9 superando per spareggio tecnico Lorenzo Lodici.
Ha raggiunto il massimo rating FIDE nel gennaio 2024, con 2645 punti Elo.